# Biblioteca Digitală a BCU „M. Eminescu” Iași
Biblioteca Digitală a BCU Iași este depozitul digital instituțional al Bibliotecii Centrale Universitare „Mihai Eminescu”, care oferă o platformă destinată colectării, organizării, accesării și conservării colecțiilor Bibliotecii în format digital.  Platforma oferă acces gratuit la diferite categorii de documente: periodice (reviste și ziare) și articole din periodice, cărți și extrase, colecții speciale (manuscrise, carte veche, rară și bibliofilă, documente grafice, material cartografic, muzică tipărită, albume), publicații elaborate în BCU „Mihai Eminescu” (indici de reviste, ghiduri, cataloage).
Biblioteca digitală a devenit operațională prin interfața dspace  în noiembrie 2018. 

### Colecția digitală de articole din periodice
Secțiunea Articole din periodice, inițiată în anul 2020 ca un demers inedit la nivelul bibliotecilor digitale românești, include peste 50.000 de articole din 36 de reviste. Printre acestea se numără unele dintre cele mai importante publicații științifice (lingvistică, istorie) și cultural-literare ale secolului XX – Viața Romînească, Revista Fundațiilor Regale, Junimea Literară, Limba română, Studii și cercetări lingvistice, Dacoromania/ Cercetări de lingvistică, Buletinul Institutului de Filologie Romînă „Alexandru Philippide”, Cercetări istorice, Revista istorică română. Se remarcă articolele semnate de personalități ale culturii, filologiei și istoriografiei române precum Nicolae Iorga, Garabet Ibrăileanu, Mihail Sadoveanu, Iorgu Iordan, A.D. Xenopol,  P.P. Panaitescu.

### Proiectul „Colecția digitală Eminescu” (PROEM)
Proiectul Colecția digitală Eminescu inițiat de Biblioteca Centrală Universitară „Mihai Eminescu” Iași în luna ianuarie 2022, de ziua „poetului nepereche”, se înscrie în programul instituțional de conservare și prezervare a moștenirii culturale și de valorificare a documentelor de patrimoniu, deschizând noi posibilități de cercetare a operei eminesciene. Proiectul facilitează accesul la opera lui Mihai Eminescu, la traduceri, iconografie, versuri pe note muzicale, precum și la primele texte cu interpretări ale operei eminesciene, amintiri sau portrete literare.